# مار درختی پشت‌پیکانی
مار درختی پشت‌پیکانی (نام علمی: Boiga gocool) گونه‌ای از قمچه‌ماران با نیش عقبی است که در بوتان، بنگلادش و هند (آسام، سیکیم، آروناچال پرادش (منطقه چسا - پاپوم پاره) یافت می‌شود.